# Gyurkó János
Gyurkó János Tivadar (Budapest, 1952. június 23. – Békéscsaba, 1996. október 30.) magyar építőmérnök, politikus. 1990 és 1994 között országgyűlési képviselő, 1993 és 1994 között környezetvédelmi és területfejlesztési miniszter.

## Életpályája
Apai ágon jászsági, anyai oldalról pedig erdélyi származású. Édesapja Gyurkó János vegyészmérnök, édesanyja, Rombauer Erzsébet orvos. Hat testvérével együtt Budapesten, Pestszentlőrincen nevelkedtek. Testvérei: Gyurkó Erzsébet (1949) gyógyszerész, Gyurkó Gizella (1951) biológus, Gyurkó Mária (1953-1990) pszichológus, Gyurkó Piroska (1955) mélyépítő mérnök, Gyurkó Péter (1957) gépészmérnök, Gyurkó Mátyás (1961) épületgépész-szerelő. 1977-ben vette feleségül Halpert Marianne banktisztviselőt.
Két gyermekük született: Gyurkó Noémi (1980) grafikus, és Gyurkó Dániel (1984) közgazdász.
Általános és középiskolába Budapesten járt. 1970-ben érettségizett a Budapesti Piarista Gimnáziumban. Az egyházi gimnáziumban szerzett érettségije miatt nem próbálkozott a bölcsészkari felvételizéssel, viszont sikerrel jelentkezett a Budapesti Műszaki Egyetem Építőmérnöki Karára. 1976-ban szerkezetépítő szakon szerzett diplomát, majd 1986-ban műemlékvédelmi szakmérnöki képesítést is szerzett. Egyetemi doktori disszertációját Árpád-kori templomaink tipológiája címmel védte meg 1987-ben.
1976 és 1985 között az Építéstudományi Intézet tudományos kutatója volt, majd 1986-ban Országos Műemlékvédelmi Felügyelőségen műszaki előadóként dolgozott. 1987-ben került a Városépítési Tudományos és Tervező Intézetbe, ahol tervezőként tevékenykedett.
Kutatási területe a magyar építészettörténet, az elméleti és kísérleti mechanika, valamint a műemlékvédelem (kutatás és tervezés) volt. Több, mint 20 évet foglalkozott Erdély műemlékeivel, e témakörben több írása/tanulmánya jelent meg. 1988-ban részt vett annak a jelentésnek az összeállításban, amelyet a VÁTI (Városépítési Tervező Iroda) kutatói készítettek a Külügyminisztérium felkérésére a romániai falurombolási tervekről. A falurombolás szándékáról egyébként Romlaky Tivadar álnéven a Kapu című folyóiratban is kifejtette a véleményét. Saját néven publikált a Határidőnapló és Műemlékvédelem folyóiratokban is.

## Politikai pályája
A Magyar Demokrata Fórumba 1988 decemberében jelentkezett. Önmagát a párt nemzeti liberális irányzatához sorolta. A párt jelöltje volt az 1990-es országgyűlési választáson Budapest 30. számú választókerületében (Csepel), és a választás második fordulójában meg is választották képviselőnek. Az Országgyűlésben a környezetvédelmi állandó bizottság tagjává választották. Emellett az Interparlamentáris Unió magyar-román, illetve a magyar-cseh és szlovák baráti tagozatainak tagja volt. Emellett 1990-ben belépett az Országos Gyermekvédő Ligába is.
1993 februárjában Antall József akkori miniszterelnök környezetvédelmi és területfejlesztési miniszterré nevezte ki, amely posztot 1994 közepéig, a kormányváltásig viselt. Miniszterként a környezetvédelmi és a műemlékvédelmi törvény tervezete illetve előkészítése volt a fő feladata és kiemelkedően fontos volt számára a Bős-Nagymarosi vízi erőmű káros környezeti hatásainak megakadályozása.  Minisztersége idején rendeletben határozott a madarak és fák napja állandó időpontjáról, amely minden év május 10-e lett. Későbbiekben ezt az állandó időpontot törvényben is rögzítették. Példamutató és egyedülálló módon miniszter korában is metróval közlekedett az Országház és a Batthyányi tér mellett fekvő minisztériuma között.
Az 1994-es országgyűlési választáson ismét az MDF jelöltjeként indult, mandátumot nem szerzett. Ezt követően a Műemlékvédelmi Hivatal általános elnökhelyettese, illetve elnöki főtanácsadója volt. 1996-ban, mindössze negyvennégy évesen hunyt el. Élete utolsó két évében Érden élt, angolul és németül beszélt.